# Боромики
Бороми́ки — село в Україні, у Киселівській сільській громаді Чернігівського району Чернігівської області. Дворів — 224. Населення становить 529 осіб. До 2019 орган місцевого самоврядування — Боромиківська сільська рада. Сільській раді були підпорядковані також населені пункти Моргуличі, Петрове, Снов'янка.

## Географія
Село розташоване на правому березі Десни, за 20 км від райцентру. В селі є річкова пристань. Біля села є кургани часів Київської Русі. Зі сходу до села прилягає гідрологічний заказник «Провалля».

## Історія
Село, стара назва – Радиль/Радунь, виникло в першій половині XVII ст. Перша письмова згадка про село датується 1621 роком, тоді село належало Фабіану Руцькому.
У 1634 р. власником Боромиків вже є Ян Калиновський. Між 1638 та 1641 роками село Боромики у Яна Калиновського придбав польський урядник Адам Кисіль.
Ближче до середини XVII ст. село Радиль (Радунь) змінило назву на Боромики. На мапі Шуберта 1869 року позначене як Боровики.
На початку 17 ст. село належало до Седнівської сотні Чернігівського полку.
Село було родинним маєтком Митаревських.
У 1892 році в селі було споруджено дерев'яну Троїцьку церкву.
У 1905 році селяни здійснили акт сваволі — спалили маєтки поміщиків і розподілили їх майно. Радянську владу встановлено в січні 1918 року.
У 1929 році в селі створено перший колгосп під назвою «Нове життя». 1953 року відкрито нову бібліотеку, а у 1975 році збудовано будинок культури.
12 червня 2020 року, відповідно до розпорядження Кабінету Міністрів України № 730-р «Про визначення адміністративних центрів та затвердження територій територіальних громад Чернігівської області», увійшло до складу Киселівської сільської громади.
19 липня 2020 року, в результаті адміністративно - територіальної реформи та ліквідації Чернігівського району, село увійшло до складу новоутвореного Чернігівського району Чернігівської області.

## Населення
За подимним реєстром 1638 року в селі «Райдоляс чи Боромики» налічувалося 30 «димів» (тобто дворів).
Станом на 2001 рік, населення села налічувало 529 особи.

### Мова
Розподіл населення за рідною мовою за даними перепису 2001 року:
| Мова       | Кількість | Відсоток |
| ---------- | --------- | -------- |
| українська | 518       | 97.92%   |
| російська  | 11        | 2.08%    |
| Усього     | 529       | 100%     |

## Відомі люди
В Боромиках працював Антон Верьовка (1905-1991) — краєзнавець, фольклорист, музикант.

## Сьогодення
На початку 1970-х рр. на території Боромиків був розміщений колгосп «Нове життя», за яким закріплено 2823 га землі в тому числі — 1400 га орної. Господарство спеціалізувалося на вирощуванні льону й картоплі. Розвинуте м'ясо-молочне тваринництво.
В селі була восьмирічна школа, де налічувалося 203 учні й 11 учителів, клуб, бібліотека, фельдшерсько-акушерський пункт станом на початок 1970-хх рр..
Збудовано Свято-Пантелеймонівську каплицю Московського патріархату за адресою вул. Музична.

## Світлини

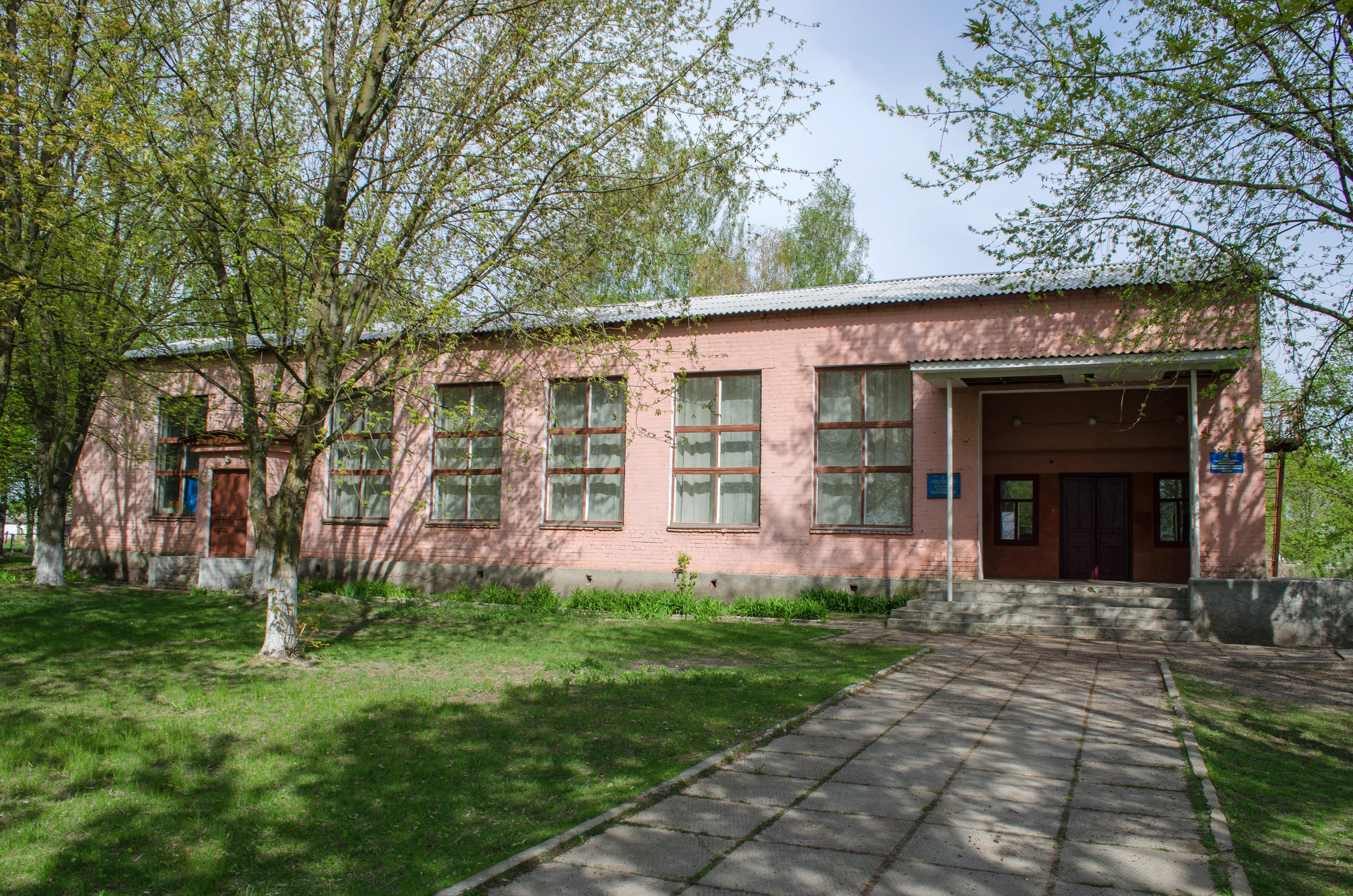
Будинок культури
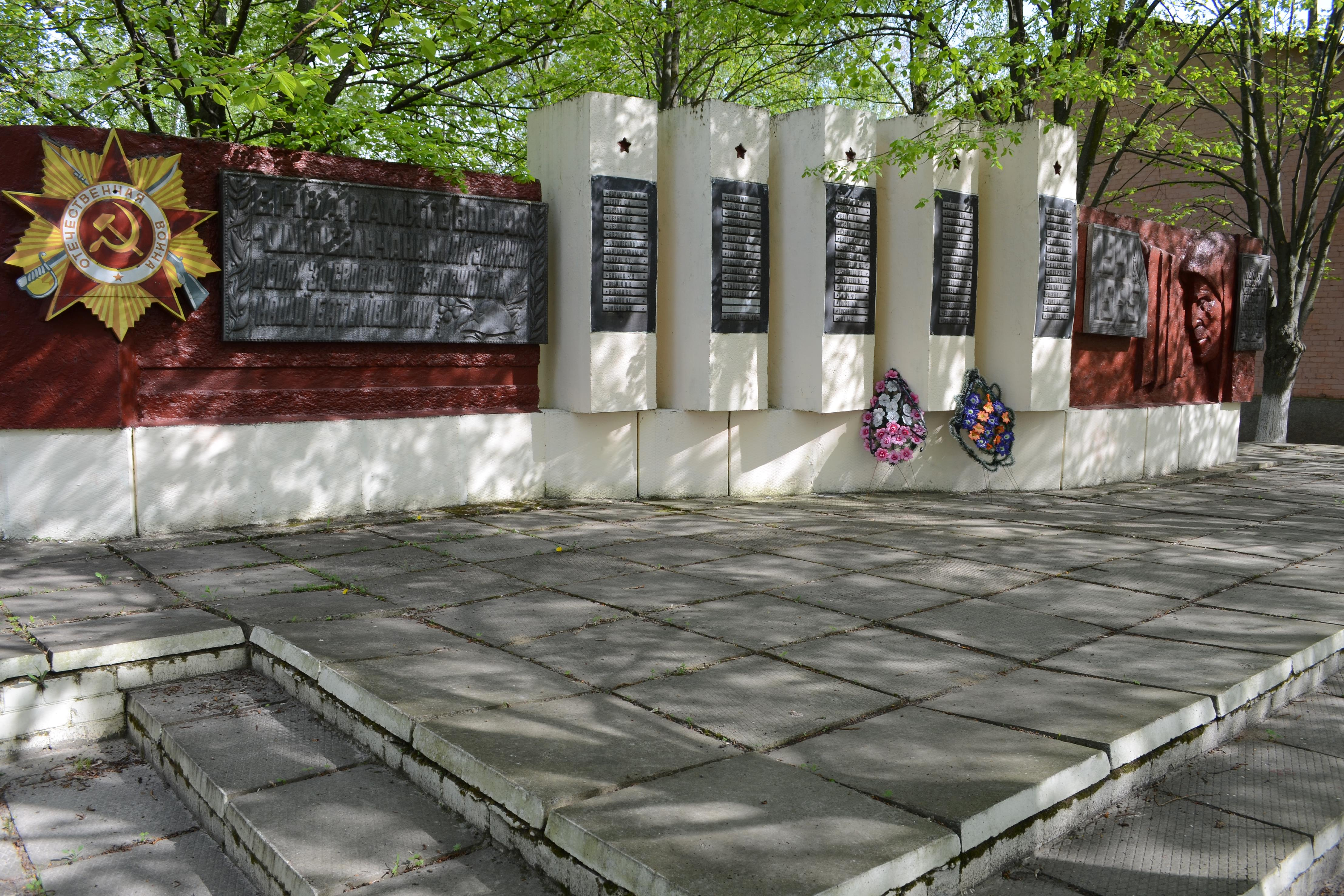
Братська могила (серп і молот демонтовано у липні 2019 року)
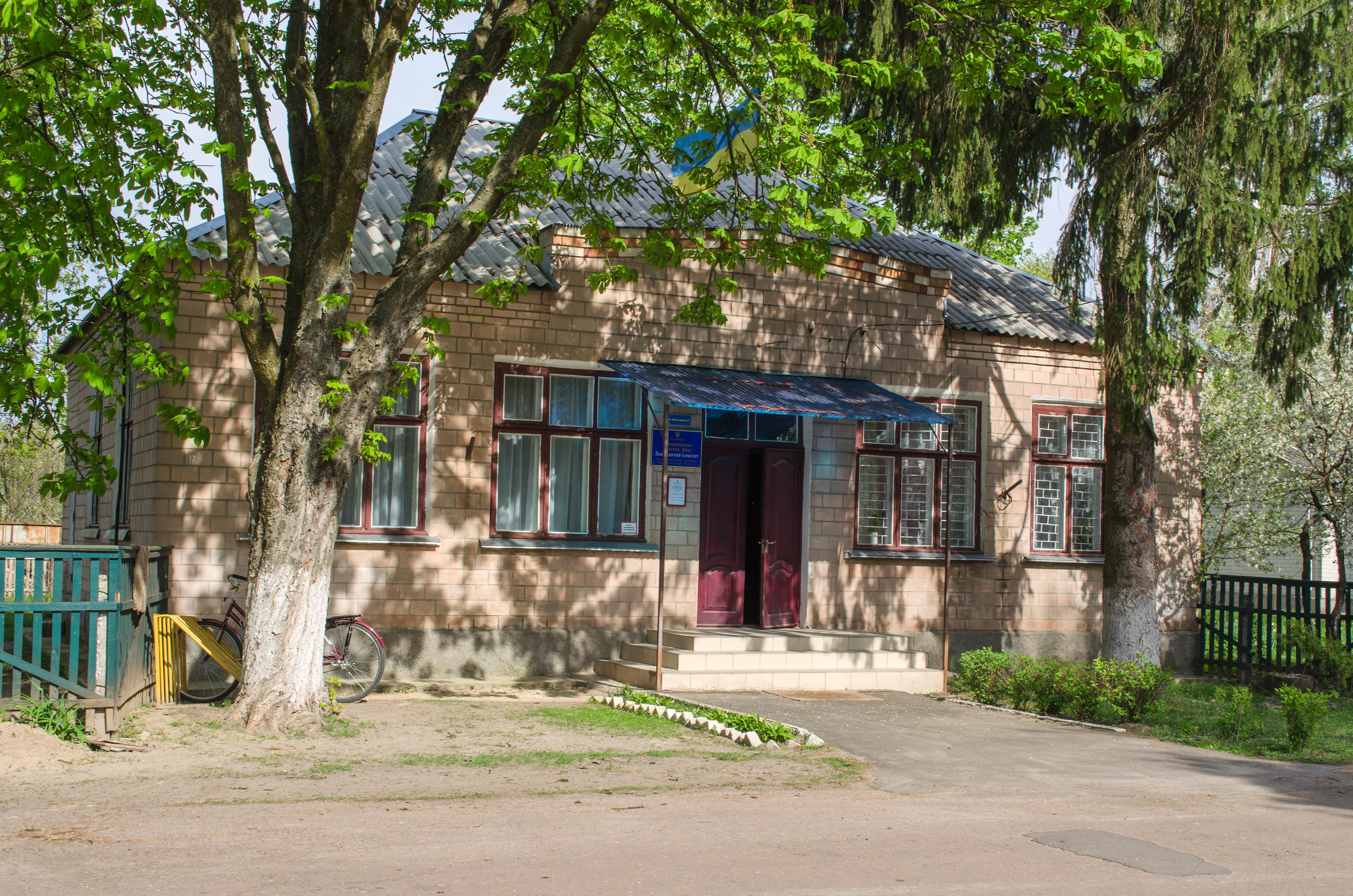
Сільська рада
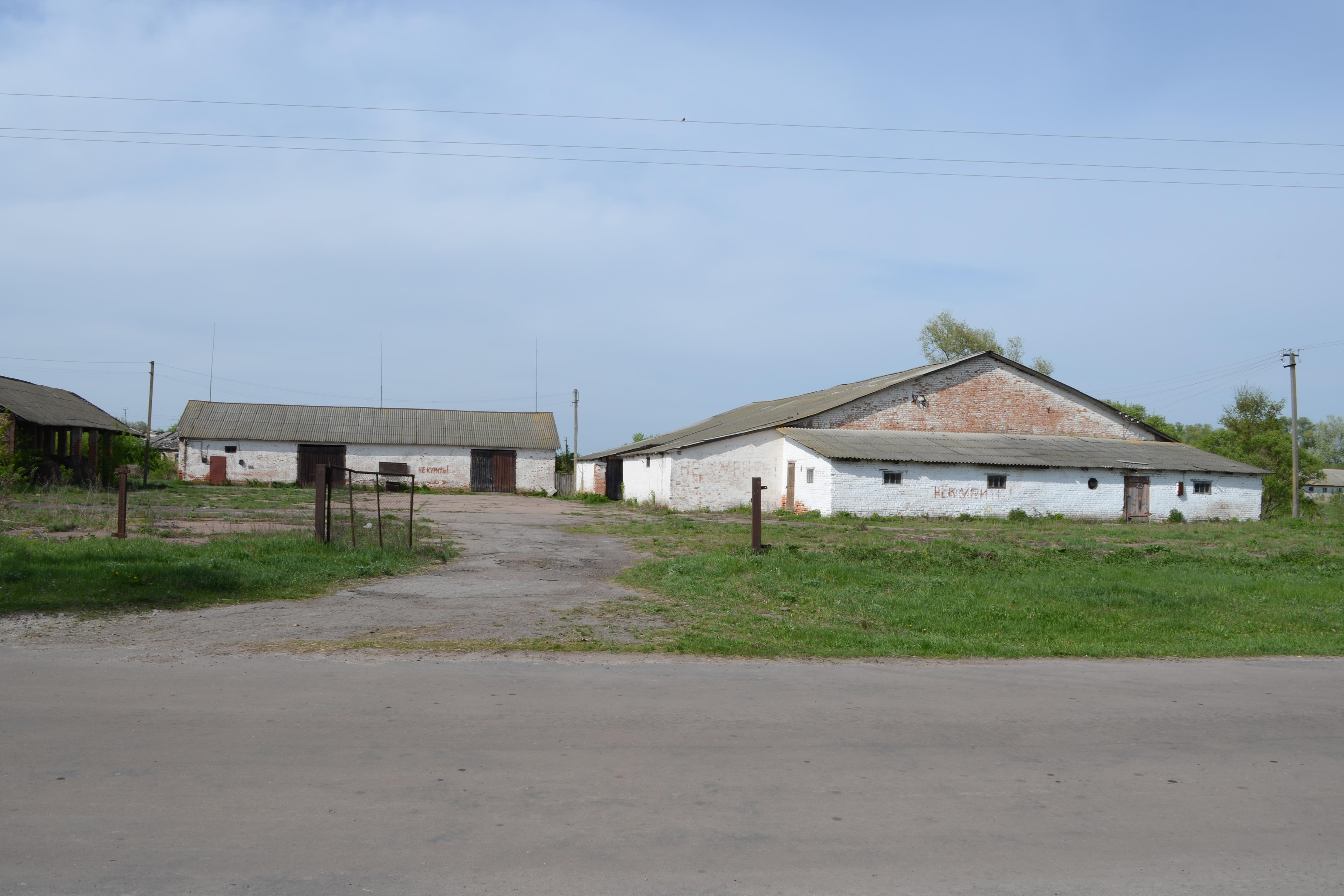
Ферма
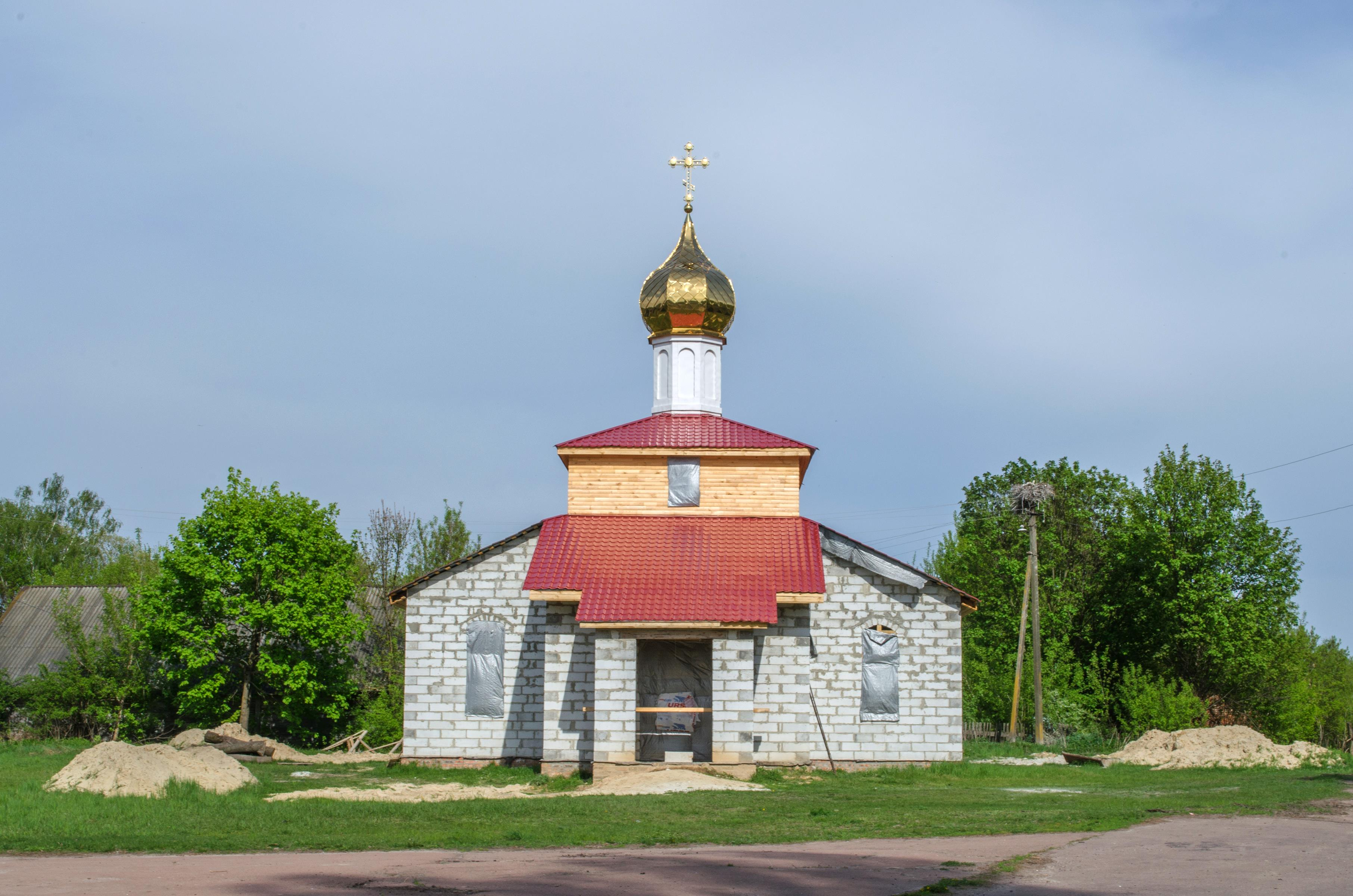
Каплиця Московського патріархату
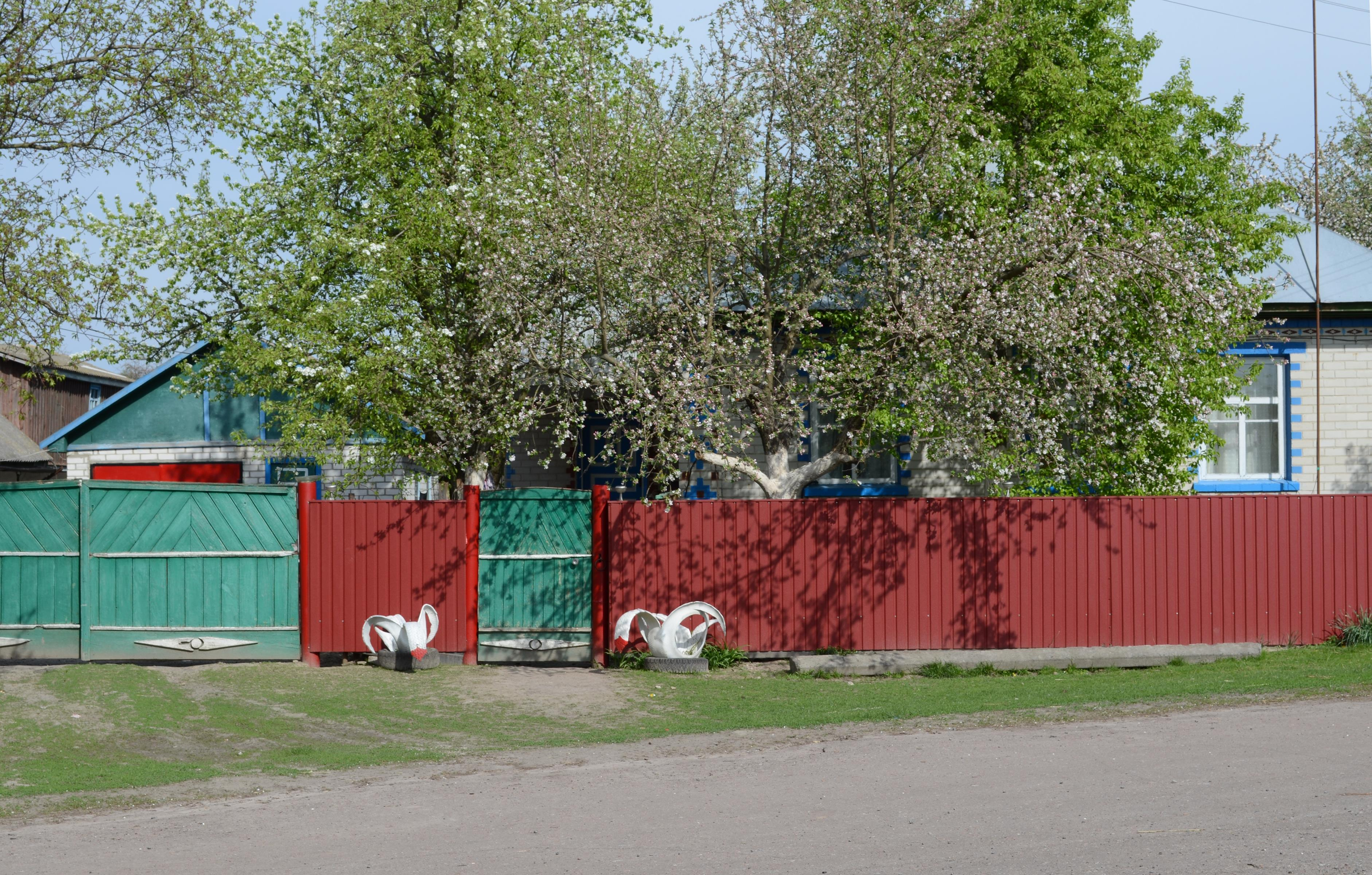
Будинок з лебедями
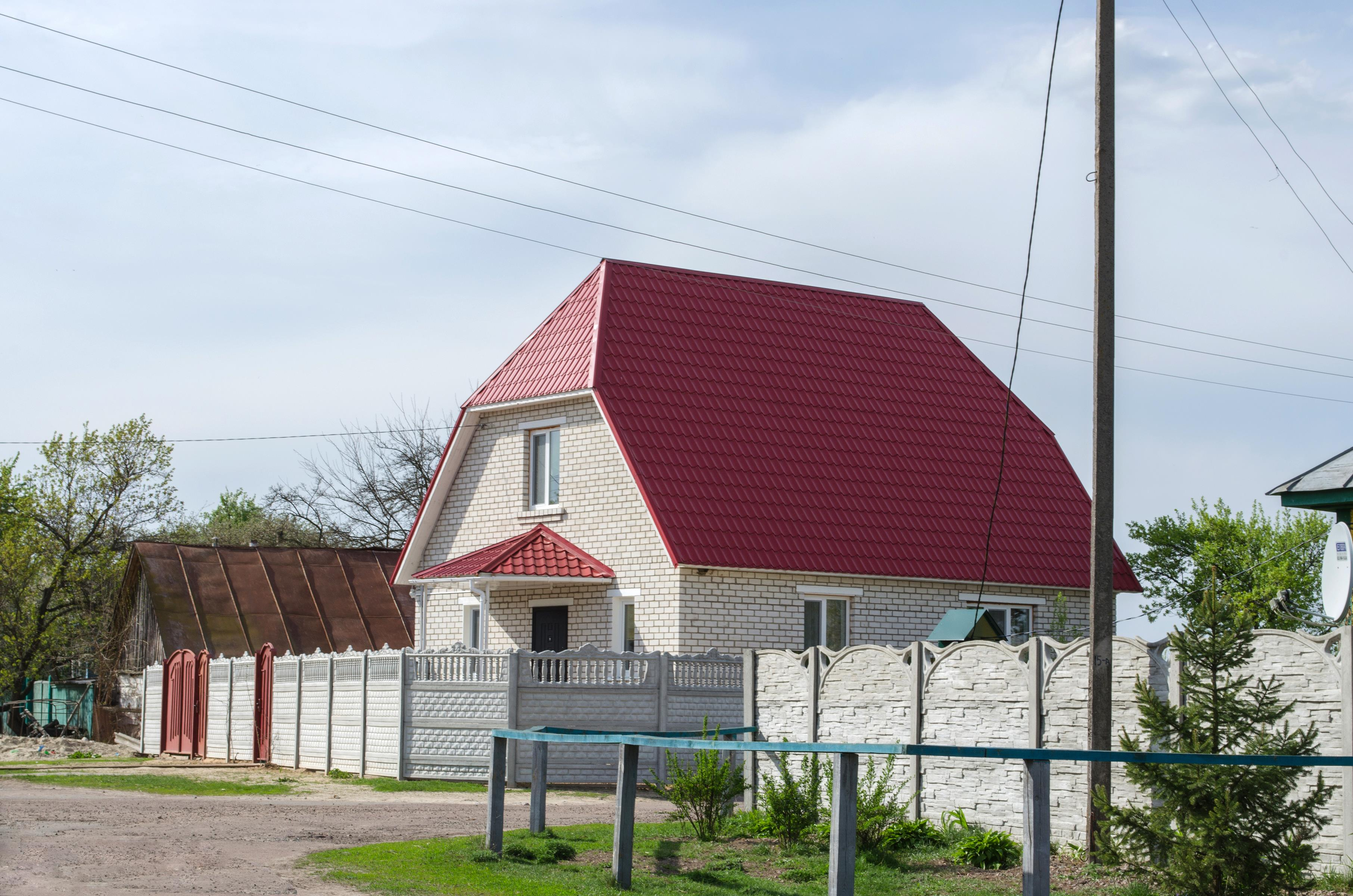
Житловий будинок
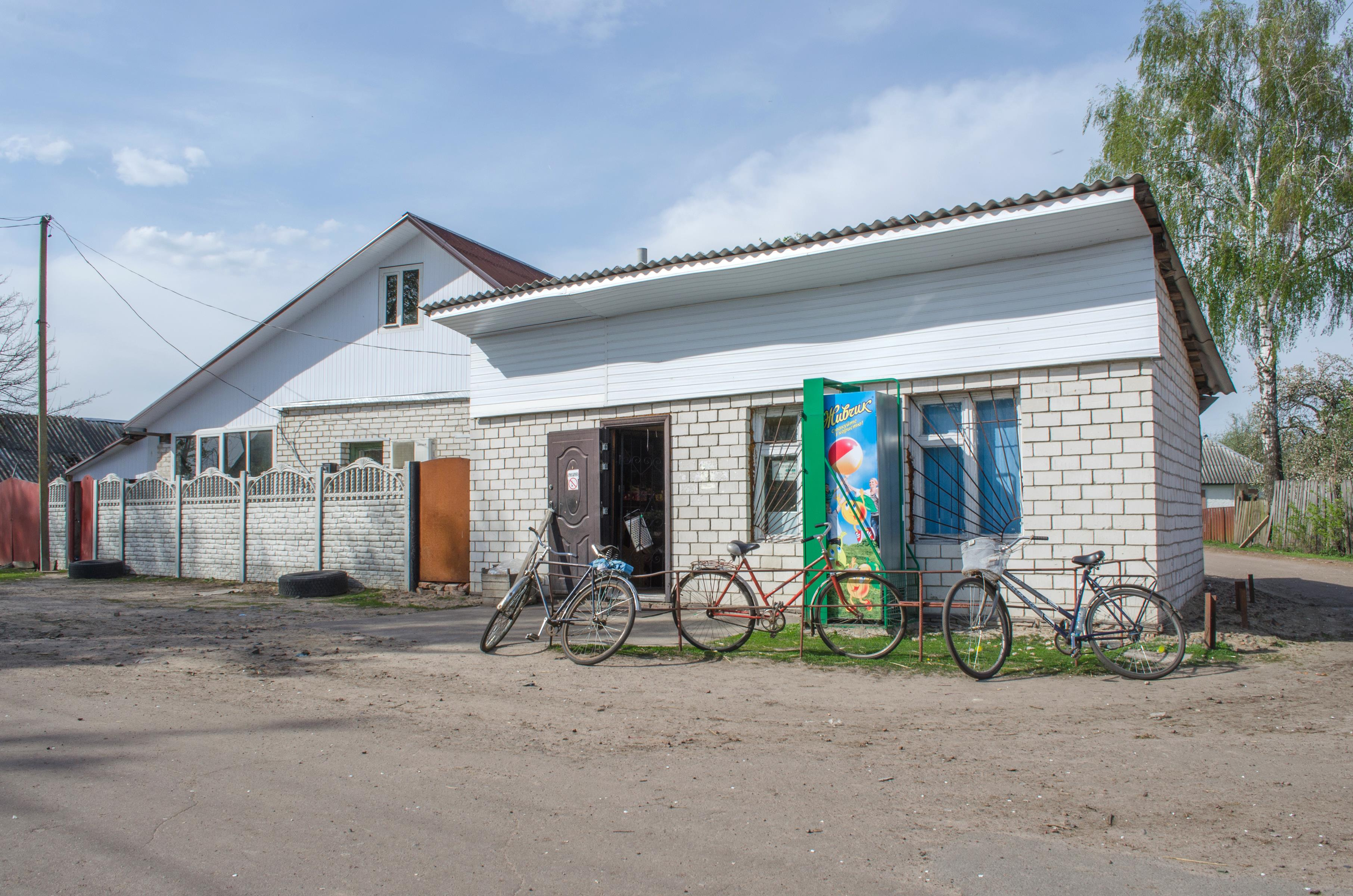
Крамниця
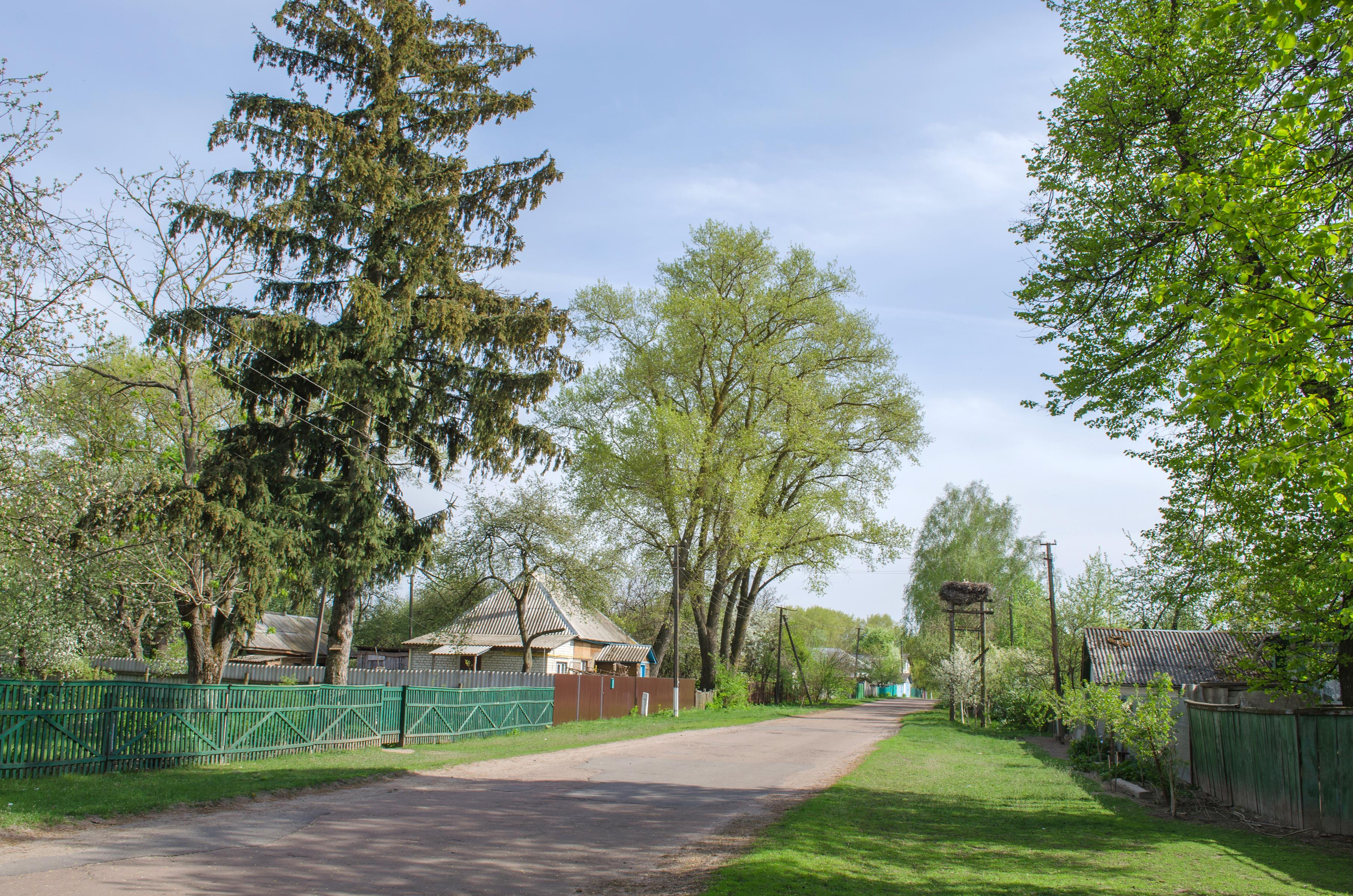
Вулиця
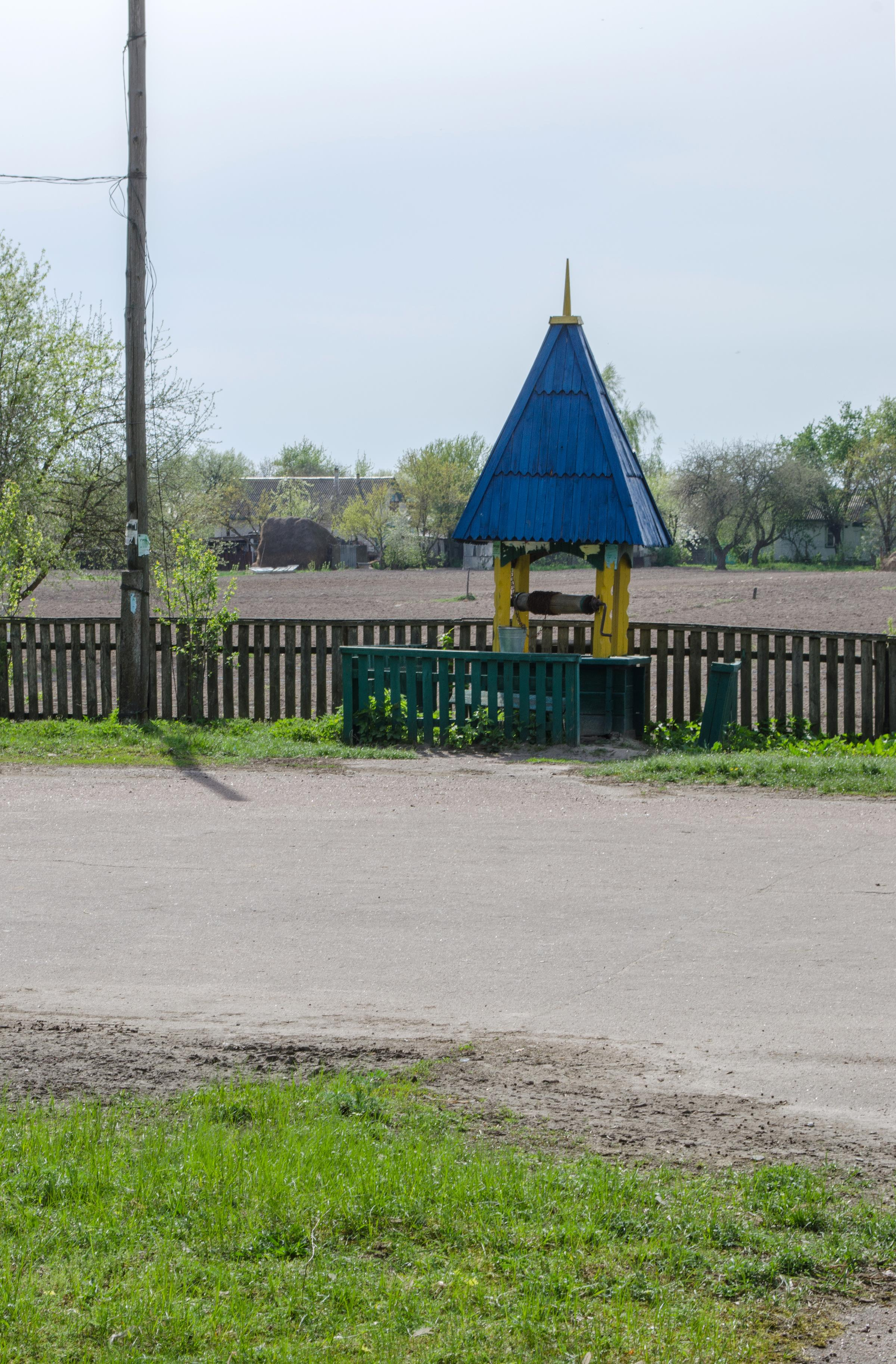
Криниця
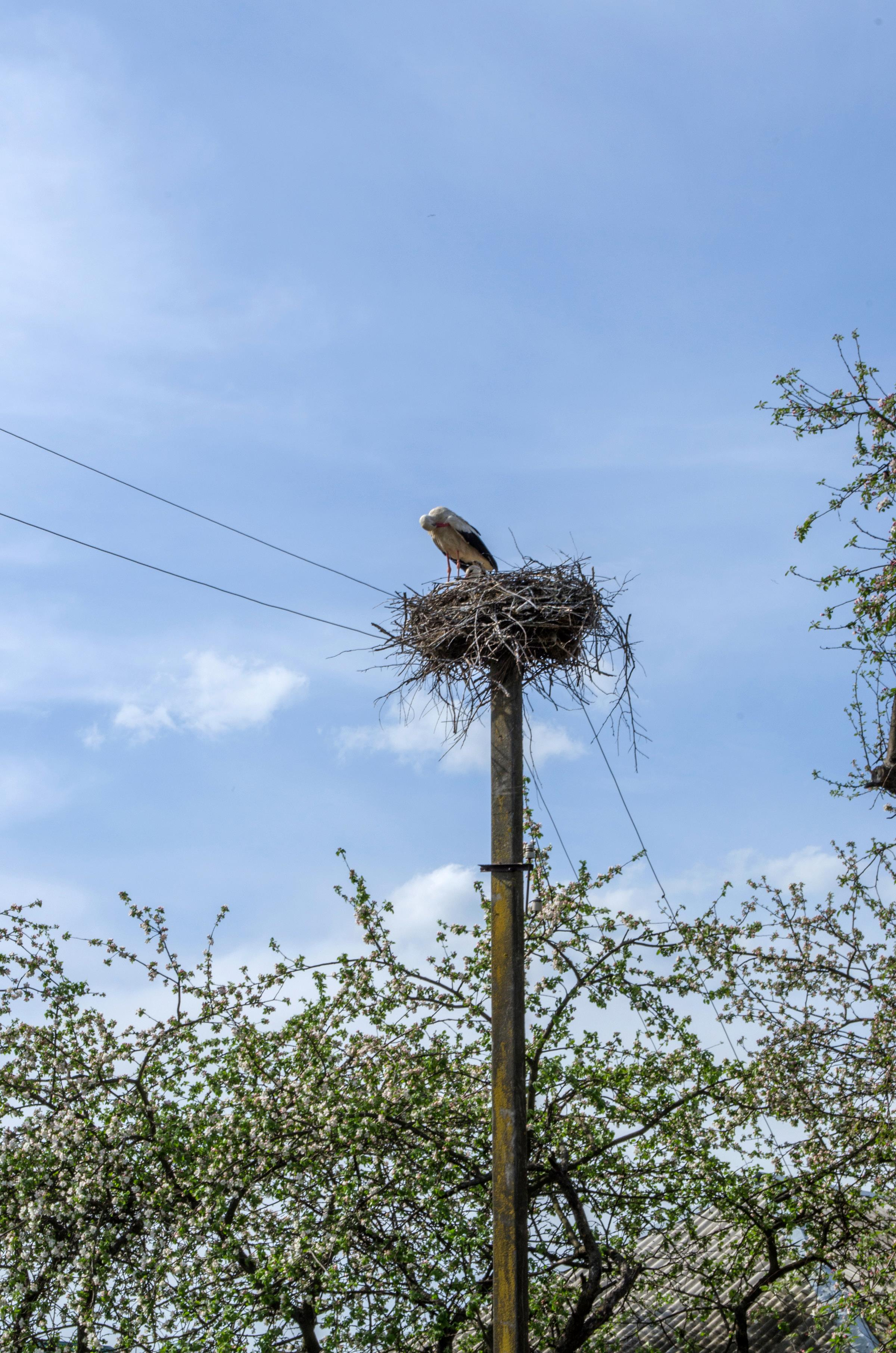
Гніздо лелеки
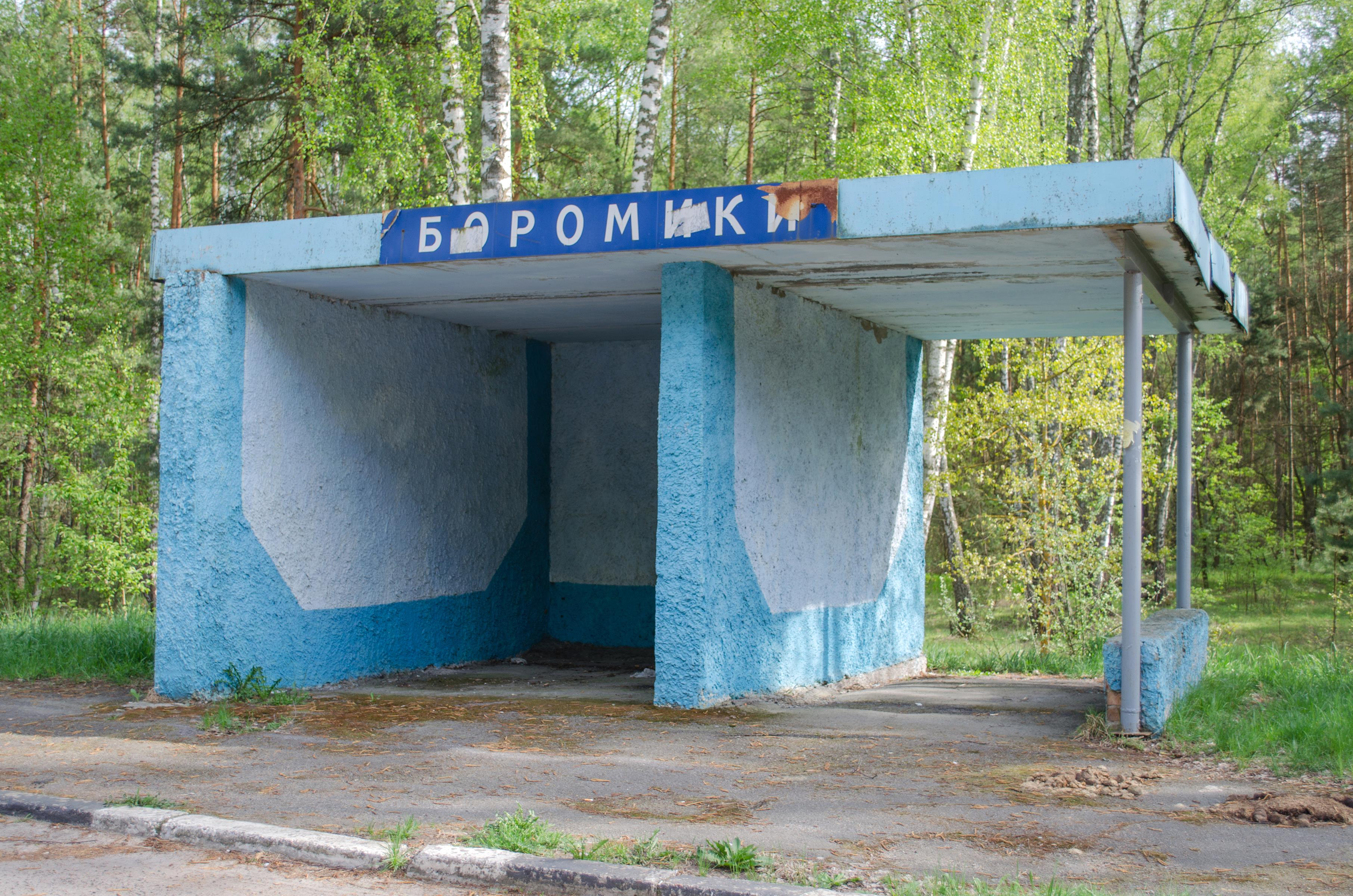
Зупинка біля траси